# Comuna Perieți, Ialomița
Perieți este o comună în județul Ialomița, Muntenia, România, formată din satele Fundata, Misleanu, Păltinișu, Perieți (reședința) și Stejaru.

## Așezare
Comuna se află în partea centrală a județului, pe malul stâng al râului Ialomița, imediat în amonte de orașul Slobozia. Este străbătută de șoseaua națională DN2A care leagă Slobozia de Urziceni. Prin comună trece și calea ferată Urziceni-Slobozia, pe care este deservită de halta Fundata și halta de mișcare Perieți.

## Demografie
Componența etnică a comunei Perieți
     Români (90,84%)
     Alte etnii (1,01%)
     Necunoscută (8,16%)
Componența confesională a comunei Perieți
     Ortodocși (89,75%)
     Alte religii (1,78%)
     Necunoscută (8,47%)
Conform recensământului efectuat în 2021, populația comunei Perieți se ridică la 3.482 de locuitori, în scădere față de recensământul anterior din 2011, când fuseseră înregistrați 3.586 de locuitori. Majoritatea locuitorilor sunt români (90,84%), iar pentru 8,16% nu se cunoaște apartenența etnică. Din punct de vedere confesional, majoritatea locuitorilor sunt ortodocși (89,75%), iar pentru 8,47% nu se cunoaște apartenența confesională.

## Politică și administrație
Comuna Perieți este administrată de un primar și un consiliu local compus din 13 consilieri. Primarul, Gheorghe-Marian Mustățea[*], de la Partidul Social Democrat, este în funcție din octombrie 2020. Începând cu alegerile locale din 2024, consiliul local are următoarea componență pe partide politice:
|  | Partid                          | Consilieri | Componența Consiliului | Componența Consiliului | Componența Consiliului | Componența Consiliului | Componența Consiliului | Componența Consiliului | Componența Consiliului | Componența Consiliului | Componența Consiliului |
|  | ------------------------------- | ---------- | ---------------------- | ---------------------- | ---------------------- | ---------------------- | ---------------------- | ---------------------- | ---------------------- | ---------------------- | ---------------------- |
|  | Partidul Social Democrat        | 9          |                        |                        |                        |                        |                        |                        |                        |                        |                        |
|  | Partidul Național Liberal       | 3          |                        |                        |                        |                        |                        |                        |                        |                        |                        |
|  | Alianța pentru Unirea Românilor | 1          |                        |                        |                        |                        |                        |                        |                        |                        |                        |

## Istoric
Prima atestare documentară datează din 10 noiembrie 1588, într-un hrisov al voievodului Mihnea Turcitul. Familia de boieri ai locului, purtând numele de Periețeanu, a daț țării în secolele XVII-XIX dregători, magistrați și înalți funcționari. La sfârșitul secolului al XIX-lea, comuna făcea parte din plasa Ialomița-Balta a județului Ialomița și era formată din satele Perieți, Poenaru-Bordea, Brătescu și Botaru, cu o populație de 1898 de locuitori. În comună funcționau două biserici și două școli mixte cu 170 de elevi — una la Perieți și alta la Botaru.
Anuarul Socec din 1925 consemnează comuna în plasa Slobozia a aceluiași județ, având 2100 de locuitori în satele Perieți, Misleanu și Poenaru-Bordea. În acea perioadă, în aceeași zona apăruse și comuna Pribegi, cu 1085 de locuitori în satul Pribegi.
În 1950, comunele au fost transferate raionului Slobozia din regiunea Ialomița și apoi (după 1952) din regiunea București, la un moment dat comuna Pribegi fiind desființată și inclusă în comuna Perieți. În 1964, satul Pribegi a fost rebotezat Stejaru, iar un alt sat nou-apărut, Netoți, a devenit Păltinișu. În 1968, comuna Perieți a revenit la județul Ialomița, având alcătuirea actuală.

## Monumente istorice
Două obiective din comuna Perieți sunt incluse în lista monumentelor istorice din județul Ialomița ca monumente de interes local. Unul este clasificat ca monument de arhitectură — ferma agricolă din satul Perieți, datând din 1936. Celălalt este clasificat ca monument funerar sau memorial — crucea de piatră de pe strada Poienii, nr. 103 din satul Stejaru, datând din 1822.

## Personalități născute aici
- Costică Acsinte (1897 - 1984), fotograf
- Arsenie Papacioc (1914 - 2011), duhovnic ortodox român